# Шульц, Иоганн Карл
Иоганн Карл Шульц (5 мая 1801, Данциг — 12 июня 1873, там же) — германский художник, гравёр, педагог. Специализировался на изображении архитектурных видов, архитектор.

## Биография
Родился в семье купца, отец умер спустя пять лет после его рождения. Художественное образование получил в Данцигском художественном училище у Йохана Адама Брейзига, затем, с 1820 года, в Берлинской академии художеств у Иоганна Хуммеля, в этот период заинтересовавшись рисованием зданий, и с 1823 года в Мюнхене у Доменико Квальо.
С 1824 по 1828 год жил в Италии, отправившись туда по гранту Западнопрусского общества и посетив памятники во многих городах, затем поселился в Берлине, где двумя годами ранее выставлял свои работы на академической выставке.
В 1830 году начал преподавать перспективу в Берлинской архитектурной академии, с 1832 года, после смерти Брейзига, стал директором Данцигского художественного училища, с 1836 года — членом Берлинской академии художеств и с 1861 года — почётным вольным членом Санкт-петербургской академии.
В 1839 году вновь провёл несколько месяцев в Италии.
В 1867 году потерял жену, что привело к резкому ухудшению его здоровья.
В октябре 1870 года перенёс инсульт, следствием которого стал паралич правой руки, однако продолжил рисовать.
Вышел в отставку в 1872 году и скончался год спустя.

## Творчество
Согласно «ЭСБЕ», «писал с большим техническим мастерством и с верностью действительности виды внешности и внутренности зданий».
Наиболее известные картины: 
- «Миланский собор» (находилась в Берлинской национальной галерее),
- «Кёнигсбергский собор» (находилась в кёнигсбергской галерее),
- «Внутренность готического собора» и «Триумфальные ворота Траяна в Анконе» (эти картины выставлялись на академической выставке в Санкт-Петербурге в 1861 г.).

Из его гравюр более всего известны серия аквафортных видов Данцига (54 листа, 1859) и альбом офортов, выпущенный под заглавием «Tutti frutti» (12 листов, 1869).